# Frank Oppenheimer
Frank Friedman Oppenheimer (14 de agosto de 1912 - 3 de febrero de 1985) fue un físico nuclear estadounidense, ganadero, profesor de física en la Universidad de Colorado y fundador del Exploratorium en San Francisco. Hermano menor del renombrado físico J. Robert Oppenheimer, Frank Oppenheimer realizó investigaciones sobre aspectos de la física nuclear durante la época del Proyecto Manhattan e hizo contribuciones al enriquecimiento de uranio. Después de la guerra, la participación anterior de Oppenheimer en el Partido Comunista Estadounidense lo puso bajo escrutinio y renunció a su puesto de físico en la Universidad de Minnesota. Oppenheimer fue una víctima del macartismo y fue incluido en la lista negra, lo cual le impidió ocupar un puesto de enseñanza de física en los Estados Unidos hasta 1957, cuando se le permitió enseñar ciencias en una escuela secundaria en Colorado. Esta rehabilitación le permitió obtener un cargo en la Universidad de Colorado enseñando física. En 1969, Oppenheimer fundó el Exploratorium en San Francisco y fue su primer director hasta su muerte en 1985.

## Temprana edad y educación
Frank Friedman Oppenheimer nació en 1912 en la ciudad de Nueva York en una familia judía, hijo de Julius Oppenheimer y Ella Friedman. Durante su infancia, estudió pintura. También estudió flauta con el maestro George Barrera, conocido a nivel nacional, y se volvió lo suficientemente competente en el instrumento como para considerar una carrera como flautista. : 30 
Frank comenzó su escolarización en la Escuela de Cultura Ética, donde asistió hasta el séptimo grado. El resto de su educación secundaria la completó en Fieldston School en Riverdale, una escuela operada por la Ethical Culture Society.
Frank finalmente siguió el consejo de su hermano mayor, Robert, y se convirtió en físico profesional. Comenzó los estudios en la Universidad Johns Hopkins en 1930 y se graduó tres años después con una licenciatura en física. En 1935, trabajó en el desarrollo de contadores de partículas nucleares en el Observatorio Astrofísico de Arcetri en Florencia, Italia.
Mientras completaba su trabajo de doctorado en el Instituto de Tecnológico de California, Oppenheimer se comprometió con Jacquenette Quann, una estudiante de economía de la Universidad de California en Berkeley ; también participó activamente en la Liga Juvenil Comunista. A pesar de las recomendaciones de Robert, Frank y Jackie se casaron en 1936 y pronto ambos se unieron al Partido Comunista de los Estados Unidos, también en contra del consejo del hermano mayor. Tanto Frank como su esposa eran ateos.
Frank Oppenheimer recibió su doctorado en 1939 y completó dos años posdoctorales en la  Universidad Stanford.

## Carrera como físico

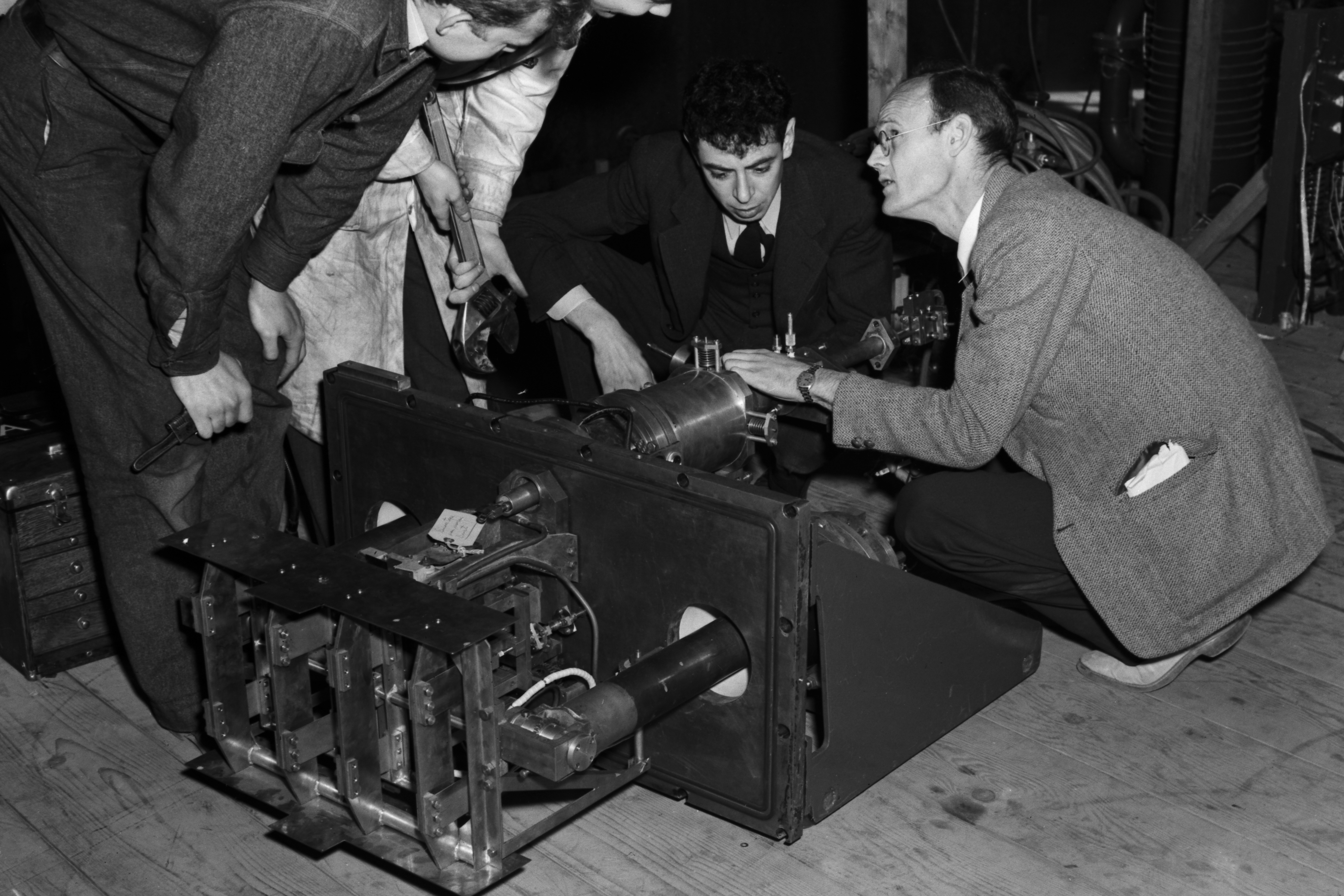
Oppenheimer (centro) con parte de un Calutron en Berkeley (fecha desconocida)

Durante la Segunda Guerra Mundial, el hermano mayor de Frank, Robert, se convirtió en el director del Laboratorio Nacional de Los Álamos, parte del Proyecto Manhattan, el esfuerzo aliado para producir las primeras armas atómicas. De 1941 a 1945, Frank trabajó en el Laboratorio Nacional Lawrence Berkeley en el problema de la separación isótopica de uranio bajo la dirección del buen amigo de su hermano, Ernest O. Lawrence. A fines de 1943 llegó al Laboratorio de Los Álamos, trabajando directamente con Kenneth T. Bainbridge. Sus responsabilidades incluyeron la instrumentación para el sitio de  la prueba nuclear Trinity, en Nuevo México. En 1945 fue enviado a la instalación de enriquecimiento de uranio en Oak Ridge, Tennessee, para ayudar a monitorear el equipo.
Oppenheimer participó en la fundación de la Asociación de Científicos de Los Álamos, el 30 de agosto de 1945. Esta organización promovió el control internacional pacífico de la energía nuclear. Más tarde también se unió a la Federación de Científicos Estadounidenses , y fue miembro de la Sociedad Estadounidense de Física.
Después de la guerra, Oppenheimer regresó a Berkeley y trabajó con Luis Walter Alvarez y Wolfgang Panofsky para desarrollar el acelerador lineal de protones. En 1947 ocupó un puesto como profesor asistente de física en la Universidad de Minnesota, donde participó en el descubrimiento de núcleos de rayos cósmicos pesados.

## Escrutinio político y lista negra

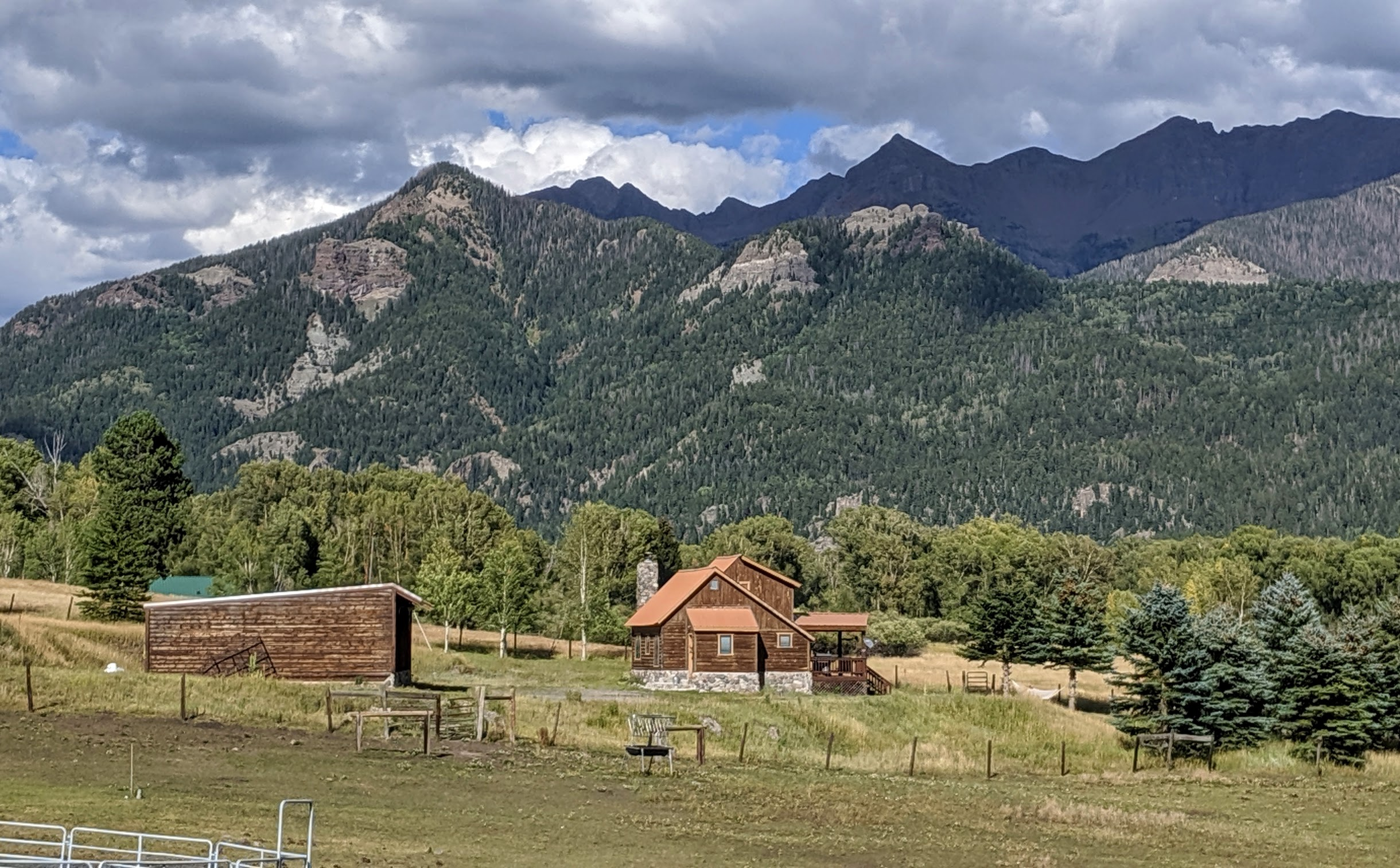
La casa que alguna vez perteneció a Frank Oppenheimer, en sus rancho ganadero en el valle del Río Blanco en las montañas cerca de Pagosa Springs, Colorado

El 12 de julio de 1947, el Washington Times Herald informó que Oppenheimer había sido miembro del Partido Comunista durante los años 1937-1939. Al principio, negó estos informes, pero luego dijo que eran ciertos.  En junio de 1949, como parte de una investigación más amplia sobre el posible mal manejo de los "secretos atómicos" durante la guerra, fue llamado ante el Comité de Actividades Antiamericanas (HUAC) de la Cámara del Congreso de los Estados Unidos. Ante el comité, testificó que él y su esposa habían sido miembros del Partido Comunista durante unos tres años y medio. En 1937 habían estado involucrados en los intentos locales de eliminar la segregación en la piscina pública de Pasadena, que estaba abierta a personas que no eran blancas solo los miércoles, después de lo cual se vaciaba la piscina y se reemplazaba el agua. 
Oppenheimer dijo que él y su esposa se unieron al partido en un momento en que buscaban respuestas al alto desempleo experimentado en los Estados Unidos durante la última parte de la Gran Depresión. Se negó a nombrar a otros que sabía que eran miembros. Esto causó sensación en los medios (que el hermano de J. Robert Oppenheimer fuera un exmiembro del Partido Comunista) y llevó a Frank a renunciar a su puesto en la Universidad de Minnesota.
Después de ser acusado de comunista, Oppenheimer ya no pudo encontrar trabajo en el campo de la física en los EE. UU., y también se le negó un pasaporte, lo que le impidió trabajar en el extranjero. : 99 Frank y Jackie finalmente vendieron una de las pinturas de Van Gogh que había heredado de su padre y con el dinero compraron  un rancho de 610 hectáreas cerca de Pagosa Springs, Colorado, donde pasó casi una década como ganadero. : 104–115 

## Retorno a la docencia
En 1957, el macartismo había disminuido hasta el punto de que a Oppenheimer se le permitió enseñar ciencias en una escuela secundaria local. Bajo la tutela de Oppenheimer, varios estudiantes de Pagosa Springs High School obtuvieron el primer premio en la Feria de Ciencias del Estado de Colorado. En dos años, con el respaldo de los físicos Hans Bethe, George Gamow y Victor Weisskopf, se le ofreció a Oppenheimer  un puesto en la Universidad de Colorado para enseñar física.
Mientras retornaba la investigación en la física atómica, Oppenheimer también se interesó cada vez más en desarrollar mejoras en la educación científica. Finalmente, recibió una subvención de la Fundación Nacional de Ciencias para desarrollar nuevos métodos pedagógicos, lo que resultó en una "Biblioteca de experimentos": casi cien modelos de experimentos de laboratorio clásicos que podrían usarse para ayudar a la enseñanza de la física en la escuela primaria y secundaria. : 138–139 Estos modelos se convertirían más tarde en el núcleo de las primeras exhibiciones en el Exploratorium. Oppenheimer también trabajó con el Comité de Estudio de Ciencias Físicas (PSSC), ayudando a desarrollar un nuevo plan de estudios de física para la escuela secundaria en los años inmediatamente posteriores al Sputnik. : 118 
En su trabajo, Oppenheimer siguió el conocido principio latino antiguo Docendo discimus: "la mejor manera de aprender es enseñar".

## Exploratorium
En 1965, Oppenheimer recibió una beca Guggenheim para estudiar la historia de la física y realizar investigaciones sobre cámaras de burbujas en el University College de Londres, donde se vio confrontado con los museos de ciencia europeos por primera vez.: 141 Inspirado, Frank dedicó los siguientes años de su vida a crear un recurso similar en los Estados Unidos. A su regreso de Europa, se le ofreció un trabajo en la planificación de una nueva dependencia del Instituto Smithsoniano en Washington D. C., pero optó por trabajar en la creación de un nuevo tipo de museo completamente independiente en San Francisco. 
Cuatro años más tarde, en 1969, el Exploratorium abrió sus puertas por primera vez: un museo interactivo de arte, ciencia y percepción humana basado en la filosofía de que la ciencia debe ser divertida y accesible para personas de todas las edades, ubicado en el ala norte. del señorial Palacio de Bellas Artes de San Francisco. Oppenheimer pudo financiar la apertura del Exploratorium en parte gracias a una subvención de la Fundación San Francisco, la cual aportó $50,000 para abrir la   instalación de 8.400 metros cuadrados.
Oppenheimer se desempeñó como el primer director del museo y estuvo personalmente involucrado en casi todos los aspectos de sus operaciones diarias por el resto de su vida. Frank también había visitado el Museo de Ciencias de Tel Aviv en 1965, y luego utilizó varios de los diseños y exhibiciones de Ivan Moscovich en su revolucionario Exploratorium en San Francisco. No hubo cargos de admisión en el Exploratorium durante doce años después de su apertura. Las primeras exhibiciones en el Exploratorium se construyeron con la ayuda del Centro Acelerador Lineal de Stanford (SLAC) y el Centro de Investigación Ames (NASA).
Frank Oppenheimer creyó durante toda su vida en la importancia del arte en una relación igualitaria y estrechamente conectada con la ciencia. : 185 Reclutó personalmente al artista Bob Miller para crear Sun Painting, la primera gran instalación de arte en el Exploratorium. : 180 Otro trabajo temprano fue Tactile Dome (1971), de August Coppola (padre del actor Nicolas Cage y hermano del director de cine Francis Coppola). Este era un pasaje tridimensional estrechamente intrincado que estaba completamente oscuro por dentro, y que los visitantes tenían que explorar confiando en el sentido del tacto, viviendo experiencias nuevas en el camino. Ambas instalaciones demostraron ser inmensamente populares, y las versiones renovadas de ambas todavía se exhiben hoy. En 1974, Oppenheimer estableció un programa continuo de artistas en residencia en el Exploratorium, que trae regularmente una sucesión de artistas emergentes y establecidos que trabajan en los límites del arte y la ciencia. : 179–203 
El Exploratorium tenía como objetivo presentar e inspirar, además de enseñar. El museo expone la ciencia a los visitantes por medio de la percepción humana. Proporciona una forma de "turismo educativo", así como la comprensión de los principios subyacentes. Su intención no es reemplazar una clase de ciencias, sino más bien inspirar a las personas a aprender sobre la ciencia. Las exhibiciones fueron organizadas y estructuradas para permitir el libre acceso a cualquier parte del museo. Oppenheimer quería que las personas pudieran explorar el museo y aprender a su propio ritmo, siguiendo un camino que tuviera sentido para ellos y estimulara su curiosidad. La idea de que la gente explorara el museo de una manera que atrajera a todos era un elemento esencial. En lugar de guías turísticos, quince a veinte estudiantes universitarios o de secundaria, así como algunos adultos, fueron empleados como "explicadores". Muestran las exhibiciones y explican los principios involucrados mientras circulan entre los visitantes, en lugar de guiarlos. Oppenheimer se esforzó por hacer del aprendizaje una experiencia divertida y placentera para todos.

## Últimos años
En 1977, a Oppenheimer se le diagnosticó un linfoma y se sometió a dos años de quimioterapia exitosa. : 294 La primera esposa de Oppenheimer, Jacquenette, murió en 1980. En 1982 se casó con Mildred "Milly" Danielson.  
En 1983 le descubrieron un cáncer de pulmón -era un gran fumador-  y se sometió a una lobectomía, a pesar de lo cual siguió tocando la flauta. : 294 Oppenheimer aún permaneció activo, apareciendo en el Exploratorium casi a diario hasta las últimas semanas de su vida. Murió en su casa de Sausalito, California, el 3 de febrero de 1985. : 298 

## Legado
Frank Oppenheimer dejó a su segunda esposa Mildred Danielson, su hijo Michael y su hija Judith.
Frank tuvo un tercer hijo, Sarah, fruto de una relación que tuvo con la esposa de un amigo y colega de la Universidad de Colorado. Sarah fue criada por su madre y el colega y solo se enteró de su relación con Frank cuando el hijo de Frank, Michael, la contactó en 2019. Sarah y Michael verificaron su relación genética en 2020. Se puede encontrar un breve relato del asunto en el libro de Judy Oppenheimer From Deedle to Dr. Judy: A Memoir of Metamorphosis.
Los documentos y archivos de Oppenheimer fueron transferidos a la Biblioteca Bancroft de la Universidad de California, Berkeley. Oppenheimer fue autor de más de 60 artículos técnicos y no técnicos. La mayor parte de esta colección cubre su trabajo en física y educación en los años previos a su fundación del Exploratorium. También se incluyen documentos relacionados con su investigación por parte del Comité de Actividades Antiamericanas (HUAC). Los archivos históricos del Exploratorium (1957-presente) también se conservan en Bancroft. La Universidad de Minnesota tiene archivos que cubren el trabajo de física de Oppenheimer durante 1946-1959.
Oppenheimer consideró el Exploratorium y sus programas educativos como su logro y legado más importante. Una colección de artículos seleccionados de Oppenheimer sobre ciencia, arte y educación está disponible en línea en el sitio web del Exploratorium.
El Fondo de Becas Frank Oppenheimer se creó en el Exploratorium para permitir el intercambio de personal de museos de ciencia tanto a nivel nacional como internacional.

### En los medios de comunicación
Entrevistado por el director Jon Else, Frank Oppenheimer aparece en The Day After Trinity (1980), un documental nominado al Premio de la Academia sobre J. Robert Oppenheimer y la construcción de la bomba atómica.
Garrick Hagon interpretó a Frank Oppenheimer en la serie de la BBC de 1980, Oppenheimer. Dylan Arnold interpreta el papel de Frank Oppenheimer en la película biográfica de 2023 Oppenheimer de Christopher Nolan.

## Premios
- Distinguished Service Award, Universidad de Colorado
- Distinguished Alumni Award, Caltech
- Beca Guggenheim 1965
- Millikan Award, American Association of Physics Teachers (AAPT) 1973
- Distinguished Service Award, Asociación Estadounidense de Museos (AAM) 1982
- Medalla Oersted, Asociación Estadounidense de Profesores de Física (AAPT) 1984
- Kirkwood Award for Distinguished Service, Caltech[24]